# Aline Hanson
Pour les articles homonymes, voir Hanson.
Aline Hanson, née le 9 octobre 1949 et morte le 29 juin 2017, professeur des écoles, est une femme politique française. Elle fut présidente du conseil territorial de Saint-Martin et de la collectivité territoriale de Saint-Martin de 2013 à 2017.

## Biographie
Aline Hanson fut élève à l'école primaire à Saint-Martin, puis au lycée Baimbridge en Guadeloupe. Ensuite, elle est allée à Paris et a obtenu son diplôme à l'École normale primaire. 
Après avoir terminé ses études, A.Hanson est retournée à Saint-Martin et a commencé une carrière d'enseignante à l'école du bord de mer en 1974. En 1977, elle a entamé son engagement politique auprès du maire de Marigot, Elie Fleming. Après 1982, elle a également travaillé pour la Zone d’éducation prioritaire (ZEP), un programme d’enseignement en français axé sur l’amélioration des taux de diplômes dans les écoles situées dans des zones défavorisées. Après avoir participé à la création et à la mise en place du centre local de documentation pédagogique (CLDP), A.Hanson fut coordinatrice de divers projets pour le programme et en tant que documentaliste pour la recherche sur la ZEP. En 1991, elle est promue directrice de l'école élémentaire de Sandy-Ground, où elle a également représentante de l'Institut universitaire de formation des maîtres (IUFM). 
Espérant améliorer les conditions sur l'île, A.Hanson était politiquement active et avait rejoint plusieurs organisations. Elle a présidé l'association culturelle de Saint-Martin et a été directrice du port de Galisbay. En outre, elle est devenue membre du conseil d'administration de la Semsamar, une société d'économie mixte. En 2001, A.Hanson a quitté l’arène politique durant six ans. Elle est ensuite revenue à la vie politique en 2007, lors de la création de la collectivité d’outre-mer de Saint-Martin. Elle a été désignée conseillère du parti Rassemblement Responsabilité Réussite (RRR). Intéressée par la création d'une nouvelle législation pour les conventions collectives, elle s'est rendue à Andorre et à Saint-Pierre-et-Miquelon pour étudier leurs lois spécifiques. En 2009, elle a été élue membre du Conseil exécutif du conseil territorial. 
Lors des élections de 2012, A.Hanson a été élue première vice-présidente du conseil territorial. Le président Alain Richardson, avec trois autres vice-présidents et deux membres extraordinaires, faisait partie du conseil exécutif de cet organe composé de 23 membres. En 2013, le président Richardson a été démis de ses fonctions et A.Hanson a été élue présidente de la collectivité d'outre-mer de Saint-Martin. Elle a été la première femme à occuper ce poste et s'est fixé pour objectif de renforcer les relations et la coopération entre Saint-Martin et Sint Maarten, la partie néerlandaise de l'île. Elle a travaillé à la conclusion d'un accord opérationnel commun, signé en 2014, visant à utiliser des fonds de l'Union européenne pour des projets de développement, tels qu'une usine de gestion des déchets, un programme d'échange de permis de travail et l'effet de ces avantages sur les demandes de pension ultérieures. Daniel Gibbs a succédé à A.Hanson lors de l'élection de 2017.
A.Hanson est décédée le 29 juin 2017 d'un cancer.

### Sources
- « Aline Hanson président de St Martin », sur www.topoutre-mer.com, Top Outre-Mer (consulté le 10 février 2014)
- « Aline Hanson présidente avec 18 voix ! », St. Martin's Week, no 1446 ter,‎ 19 avril 2013 (lire en ligne, consulté le 10 février 2014)